# Исчезнувшие населённые пункты Сахалинской области
Исчезнувшие населённые пункты Сахалинской области — перечень прекративших существование населённых пунктов на территории Сахалинской области Российской Федерации.
Область находится в Азиатско-Тихоокеанском регионе; единственный субъект Российской Федерации, полностью расположенный на островах.
В силу отдалённости и труднодоступности область теряет население, населённые пункты покинуты жителями, приобретают характер вахтовых посёлков. Также часть населённых пунктов уничтожено стихийными бедствиями и более не восстанавливались.

## 2024 год
Упразднены сёла в Анивском районе — Кириллово и Малиновка, в Ты́мовском районе — Берёзовая Поляна, Верхний Армудан, Горки, Лонгари и Ульва.

## 1995 год
Посёлок Нефтегорск потерпел значительные разрушения 28 мая результате сильного землетрясения, погибло около 2100 человек при постоянном населении 3197 человек перед катастрофой. Признан не подлежащим восстановлению и упразднён 29 сентября 1995 года.

## 1984 год
Упразднено село Широкая Падь в Александровск-Сахалинском районе.

## 1963 год
После истощения запасов угля упразднён посёлок шахтёров Октябрьский в Александровск-Сахалинском районе.